# Orphée aux Enfers

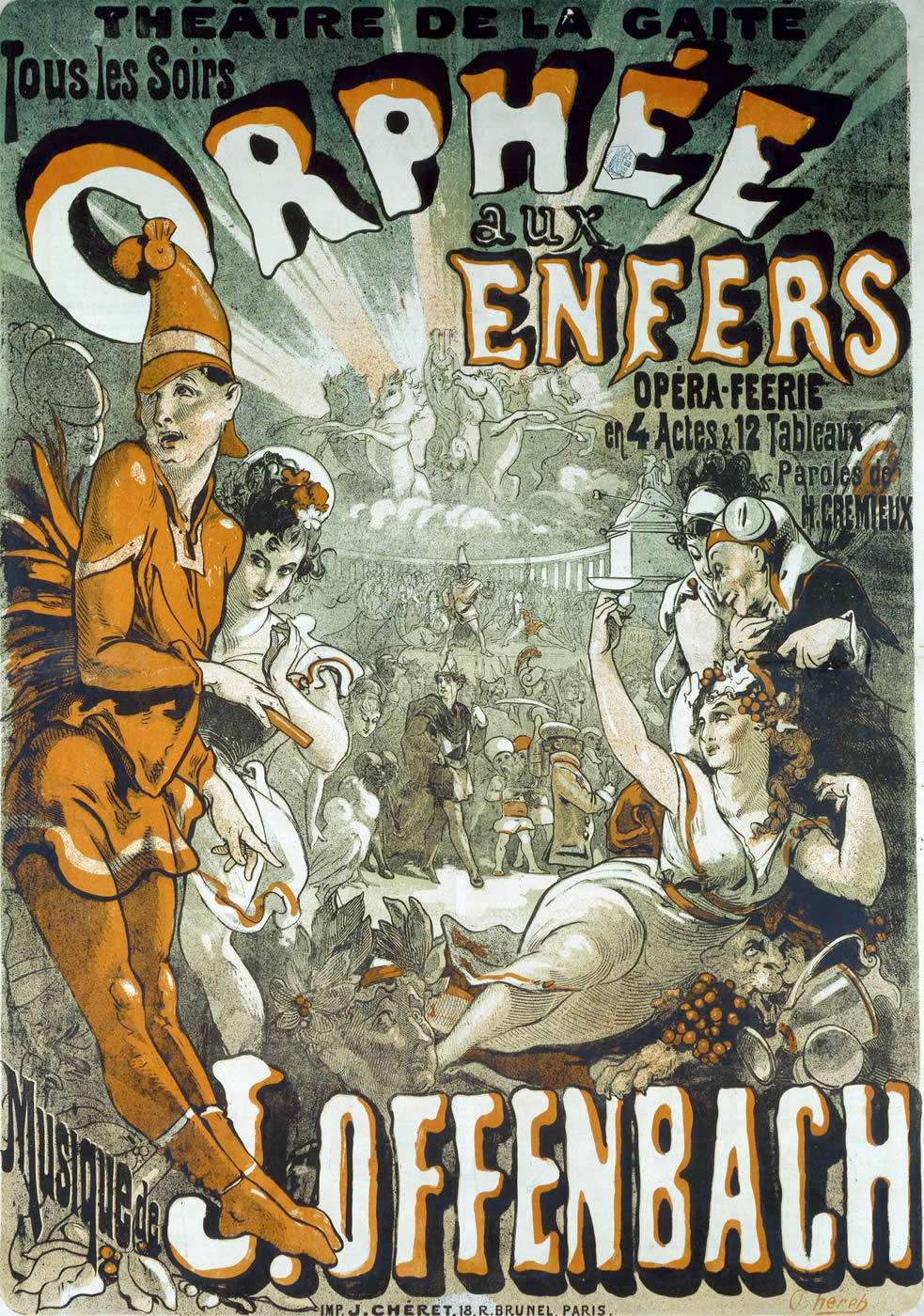
Een affiche voor de voorstelling van d'Orphée aux Enfers in het Théâtre de la Gaîté (rue Papin) in 1874.

Orphée aux Enfers (Orpheus in de onderwereld) is een opéra bouffe in twee  bedrijven van Jacques Offenbach op een libretto van Hector Crémieux en Ludovic Halévy. De wereldpremière vond plaats op 21 oktober 1858 in het Théâtre des Bouffes-Parisiens te Parijs. Offenbach breidde het werk samen met de librettisten later uit tot opéra féerie in vier bedrijven, voor een nieuwe productie in het Théâtre de la Gaîté, dat inmiddels onder zijn leiding stond. De première van deze versie vond plaats op 7 februari 1874. In het stuk komt een bekende cancan voor.

## Inhoud

### Eerste bedrijf
Het huwelijk tussen Orpheus en zijn echtgenote Eurydice is mislukt. Hij vindt haar een lichtekooi en zij vindt hem een saaie piet. Toch wil hij per se zijn nieuwste compositie van vijf kwartier laten horen. Zij haat hem en zijn viool. Ze vraagt Venus om verlost te worden van haar man, en hij vraagt  aan Jupiter om verlost te worden van zijn vrouw. Ze weten van elkaar dat ze er andere geliefden op na houden. Eurydice is verliefd op herder Aristeus, en zegt dat hij ook van haar houdt. Orpheus zegt dat hem dat niet interesseert, maar dat hij de publieke opinie in de gaten moet houden, en zich geen schandaal kan veroorloven. Daarom zal hij zorgen dat haar relatie snel beëindigd zal worden. Hij heeft namelijk slangen uitgezet in het korenveld bij het huis van Aristeus. Eurydice rent weg om Aristeus te waarschuwen, maar die weet dat allang. Hij is namelijk niemand anders dan Pluto, god van de onderwereld. Hij lokt Eurydice het koren in, die daarop prompt door een slang gebeten wordt. Pluto laat zich in zijn ware gedaante zien. Hij beveelt Eurydice nog een briefje te schrijven voor Orpheus, waarna hij haar meeneemt naar de onderwereld.
Als Orpheus het briefje leest kan hij zijn geluk niet op, en besluit gelijk het goede nieuws aan de nimf waar hij verliefd op is te gaan brengen. Dan verschijnt echter de Publieke Opinie zelf met zijn gevolg, en berispt Orpheus over zijn eerloosheid. Hij beveelt hem naar de onderwereld te gaan om Eurydice terug te halen. Met tegenzin neemt Orpheus afscheid van zijn leerlingen, en met de Publieke Opinie in zijn kielzog vertrekt hij naar de Olympus om bij Jupiter recht te eisen.

### Tweede bedrijf
Op de berg Olympus liggen de goden in diepe slaap verzonken dankzij het slaapzand van Morpheus. Alleen Venus, Cupido en Mars komen achter elkaar binnengeslopen na een avontuurtje op Kythira. Dan klinkt er tumult en oppergod Jupiter wordt er wakker van. Hij ontdekt dat het zijn dochter Diana is die geheel overstuur thuis komt. Haar Actaeon is niet op komen dagen. Dan vertelt Jupiter dat haar gedrag jegens deze sterveling ongepast was, en dat hij hem daarom in een hert veranderd heeft. Zijn vrouw Juno geeft hem gelijk zijn vet, en zegt dat ze alles weet over zijn escapades. Heeft hij tenslotte niet die aardse vrouwe Eurydice ontvoert? Hij antwoordt ontkennend, en zegt dat hij zijn boodschapper Mercurius op pad heeft gestuurd om de zaak uit te zoeken. Mercurius komt zojuist terug en bevestigt wat Jupiter al vermoedde. Pluto heeft Eurydice ontvoerd, en is op weg naar de Olympus. Pluto komt binnen en doet of zijn neus bloedt. Hij probeert Jupiter te paaien met een ode op de Olympus, maar die trapt daar niet in. Plotseling breekt er een opstand uit onder de goden. Ze vervelen zich, en ze zijn de nectar en de ambrozijn zat. Jupiter dreigt met z'n bliksem, maar iedereen lacht hem uit. Diana, Venus en Cupido zingen een spotlied op zijn verleidingen. Dan kondigt Mercurius aan dat er twee jonge mannen gearriveerd zijn die Jupiter willen spreken. Het zijn Orpheus en de Publieke Opinie, die Orpheus dwingt zijn beklag te doen. Jupiter besluit zelf onderzoek te gaan doen, en wil daarom afreizen naar de onderwereld. Op verzoek van de andere goden neemt hij hen allen mee. Hij voorkomt daarmee tevens een opstand tegen hem.

### Derde bedrijf
Eurydice zit opgesloten in een boudoir in de onderwereld; ze verveelt zich dood. Het enige gezelschap dat ze heeft is dat van cipier John Styx, die ze veracht. Hij probeert bij haar in het gevlij te komen, maar ze wijst hem resoluut af. Dan klinkt er geroezemoes, en het is duidelijk dat er bezoek gekomen is. Eurydice verheugt zich, maar op bevel van Pluto wordt ze opgesloten. Dan komt het Olympische gezelschap binnen, en men start een zoektocht naar Eurydice. Ze kunnen haar echter zo gauw niet vinden, en Cupido roept de hulp van de liefdespolitie in. Die ontdekken al gauw dat Eurydice in een kamertje opgesloten zit, en willen de deur forceren. Maar Jupiter zegt dat er met geweld niets op te lossen is, en dat er een truc gebruikt moet worden. Hiervoor tovert Cupido zijn vader om in een vlieg; deze vliegt door het sleutelgat, en vindt aan de andere kant de verloren vrouwen. Eurydice is blij met de komst van de vlieg: hij geeft haar wat afleiding. Ze is verrukt als blijkt dat hij Jupiter is, en ze besluiten er samen vandoor te gaan. In paniek stormt Pluto binnen, maar hij is te laat: de vogels, of liever de vliegen, zijn gevlogen.

### Vierde bedrijf
Ter ere van de hoge gasten is er een feest georganiseerd in de onderwereld. Eurydice is vermomd als bacchante en zingt een loflied op Bacchus. Na afloop fluistert Jupiter tegen haar dat ze er na de dans samen vandoor zullen gaan. De goden dansen samen de cancan en dan willen Jupiter en Eurydice ervandoor gaan, maar ze worden tegengehouden door Pluto. Deze vraagt Jupiter of hij niet iets vergeten is, en vervolgens klinken de klanken van Orpheus' viool. Jupiter heeft inderdaad beloofd het recht te laten zegevieren, en daarom belooft hij Orpheus dat hij Eurydice mee mag nemen, maar dat hij onder geen voorwaarde achterom mag kijken. Zo gezegd, zo gedaan, alleen tot Jupiters grote schrik kijkt Orpheus inderdaad niet achterom, en daarom gooit hij een bliksemschicht. De verschrikte Orpheus kijkt nu wel achterom, waardoor Eurydice moet blijven. De boze Publieke Opinie en een onthutste Orpheus keren weer terug naar de aarde, terwijl Eurydice bacchante wordt op de Olympus.

## Ontvangst
De opera wekte de woede op van criticus Jules Janin, die sprak van "heiligschennis" en "ontering" omdat het stuk zich afspeelt op de Olympus en de klassieke Griekse helden, en zo ook de heersende macht, belachelijk maakt. Offenbach greep deze kans aan om erover in discussie te gaan en zo publiciteit te genereren. Dat werkte: het publiek kwam massaal op de operette af. Het werd vervolgens een groot succes. Keizer Napoleon III onthaalde het stuk ook met veel enthousiasme.

## Cancan
De cancan uit Orphée aux Enfers is de beroemdste cancan ter wereld, en al talloze malen gebruikt in films en televisieprogramma's. Maar de officiële naam is eigenlijk Galop Infernal.
Voorbeelden:
- In het spel Super Mario Land voor de Game Boy hoor je als Mario de Starman (ook wel de Superster) pakt en dus tijdelijk onkwetsbaar is, een stukje uit de cancan.
- Cancan van de groep Bad Manners was een top tien-hit in 1981.[4]
- In Just Dance 2020 kun je het muziekstuk kiezen om op te dansen. In de Just Dance versie zijn er dierengeluiden toegevoegd, om het wat komischer te maken.

## Uitvoeringen
Uitvoeringen zijn heel verschillend, afhankelijk van bijvoorbeeld de regisseur en het budget. Soms is het zelfs spectaculair: in de uitvoering in de Muntschouwburg te Brussel in 1997, als de goden naar de hel afreizen, stort het decor deels in en "valt" er een stoomlocomotief op ware grootte schuin op het podium. Te zien op kanaal Grandmother's VHS Collection. Deze scene lijkt geïnspireerd door het beroemde treinongeval in station Montparnasse in 1895.
Ba-ta-clan (1855) · 
Les deux aveugles (1855) ·
La bonne d'enfant (1856) ·
Le mariage aux lanternes (1857) ·
Orphée aux Enfers (1858) · 
Geneviève de Brabant (1859) ·
Daphnis et Chloé (1860) ·
M. Choufleuri restera chez lui le ... (1861) · 
Le pont des soupirs (1861) · 
La belle Hélène (1864) · 
Barbe-bleue (1866) · 
La vie parisienne (1866) ·
La Grande-Duchesse de Gérolstein (1867) · 
Robinson Crusoé (1867) · 
L'île de Tulipatan (1868) · 
La Périchole (1868) ·
Les brigands (1869) ·
Pomme d'Api (1873) ·
Bagatelle (1874) ·
Le voyage dans la lune (1875) ·
Madame Favart (1878) · 
La fille du tambour-major (1879) ·
Les contes d'Hoffmann (1880—onvoltooid)